# El club de los suicidas (libro)
El club de los suicidas (The Suicide Club) es un libro de cuentos detectivescos de Robert Louis Stevenson, compuesta por 3 relatos. Se presenta en ellos a los personajes del Príncipe Florizel de Bohemia y su amigo el Coronel Geraldine. Ambos se infiltran en una sociedad secreta cuyos miembros quieren irse de este mundo.
La historia constituye uno de los dos ciclos del primer volumen de la colección de cuentos Las nuevas mil y una noches  (New Arabian Nights).
El Príncipe Florizel es personaje que tiene el mismo nombre que otro de la obra Cuento de invierno, de William Shakespeare.
Se han llevado a cabo numerosas adaptaciones de la historia; entre ellas y tal vez la primera en el mundo del cine, el cortometraje de 4 minutos del director David Wark Griffith, en 1909.
El nombre y las historias de este ciclo de cuentos dieron pie a la fundación en San Francisco de una sociedad del mismo nombre cuyos miembros, lejos de pretender suicidarse, se dedicaban a las bromas festivas. La sociedad estuvo activa desde 1977 hasta 1983.

## Historia del joven de las tartas de crema
La trama del primer cuento, Historia del joven de los tartas de crema (Story of the Young Man with the Cream Tarts), se desarrolla en el Londres de la época victoriana, por el que deambulan el príncipe y el coronel en busca de aventuras.
Los dos amigos, que están de incógnito comiendo en una ostrería, se asombran al acercárseles un hombre joven que vende tartas de crema. Intrigados por este comportamiento peculiar, lo invitan a comer con ellos, y, durante su reunión, el joven les da a conocer la existencia del Club de los Suicidas. 
El príncipe y el coronel consiguen asistir a una reunión de la sociedad, y lo que ven allí les lleva a tomar la decisión de hacer que le caiga el peso de la ley al presidente del club. Al final del episodio, el príncipe disuelve la sociedad y el presidente de ella es deportado custodiado por el hermano menor del coronel.

## Historia del médico y del baúl de Saratoga
En el segundo cuento, Historia del médico y del baúl de Saratoga (Story of the Physician and the Saratoga Trunk), la acción comienza en el Barrio Latino de París, donde se aloja Silas Q. Scuddamore, un joven ingenuo que, atraído por una hermosa damisela, consigue concertar una cita secreta a la que no se presentará ella. Decepcionado, Silas vuelve al hotel y halla el cadáver de un hombre en la cama de su habitación. Otro hospedado, el Dr. Noel, lleva a cabo las gestiones para que Silas y el cadáver, metido éste en un baúl de Saratoga (o baúl mundo), salgan en secreto para Londres en compañía del príncipe Florizel.
Ya en la capital inglesa, Florizel descubre que el presidente de la sociedad secreta ha escapado tras matar al hermano del coronel, cuyo cuerpo es el que ha aparecido en la habitación de Silas y el que han llevado los dos hasta Londres.

## La aventura de los coches de punto
El tercer episodio, La aventura de los coches de punto (The adventure of the Hansom Cab) está ambientado, como el primero, en el Londres victoriano. 
El teniente retirado Brackenbury Rich ve como le llaman para subir a un coche de punto. Acude a la llamada, monta en el coche y es llevado a toda velocidad a una reunión. En ella el anfitrión pasa revista a los invitados, despide a la mayor parte y después revela ser el Coronel Geraldine; entonces invita al teniente a acompañarlo en una misión secreta. Se dirigen a un lugar apartado donde se encuentran con el Príncipe Florizel, quien, con la ayuda del doctor Noel, ha conseguido atrapar de nuevo al presidente del Club de los Suicidas. Florizel desafía a un duelo al presidente.